# خفاش بال ساکی خاکستری
خفاش بال ساکی خاکستری (نام علمی: Balantiopteryx plicata) نام یک گونه از زیرراسته خفاش‌های کوچک است.